# Shane Lowry (football)
Pour les articles homonymes, voir Lowry.
Shane Thomas Lowry, né le 12 juin 1989 à Perth (Australie), est un footballeur irlando-australien qui évolue au poste de défenseur.
Bien que membre de l'équipe de république d'Irlande espoirs de football entre 2008 et 2009, Lowry a fait le choix, en 2009, de jouer dans la sélection australienne.

## Carrière en club
Après un prêt à Millwall de novembre 2011 à janvier 2012, il est définitivement transféré dans ce club de Championship le 27 janvier 2012.
Le 9 mai 2014 il est libéré par Millwall.
Le 21 juillet 2014 il rejoint Leyton Orient. Le 9 septembre 2015 il rejoint Birmingham City . Le 27 janvier 2016, il rejoint Perth Glory

## Statistiques détaillées
| Saison      | Club             | Pays           | Championnat | Coupes nationales | Coupes européennes |
| ----------- | ---------------- | -------------- | ----------- | ----------------- | ------------------ |
| 2009 - 2010 | Aston Villa      | Premier League | -           | -                 | 2 matchs (C3)      |
| 2009 - 2010 | Plymouth Argyle  | Championship   | 13 matchs   | -                 | -                  |
| 2009 - 2010 | Aston Villa      | Premier League | -           | 1 match           | -                  |
| 2009 - 2010 | Leeds United     | League One     | 11 matchs   | 1 match           | -                  |
| 2010 - 2011 | Sheffield United | Championship   | 17 matchs   | -                 | -                  |
| 2011 - 2012 | Millwall         | Championship   | 9 matchs    | -                 | -                  |

Dernière mise à jour : 28 janvier 2012